# Surf de neu als Jocs Olímpics d'hivern de 2014 - Eslàlom gegant paral·lel masculí
La prova d'eslàlom gegant paral·lel masculí en la competició de surf de neu als Jocs Olímpics d'Hivern de 2014 es realitzà el 19 de febrer de 2014 a les instal·lacions del Rosa Khutor Extreme Park.

## Calendari
Els temps són UTC+04:00.
| Data         | Hora  | Prova            |
| ------------ | ----- | ---------------- |
| 19 de febrer | 9:42  | Qualificació     |
| 19 de febrer | 13:12 | Vuitens de final |
| 19 de febrer | 13:54 | Quarts de final  |
| 19 de febrer | 14:18 | Semifinal        |
| 19 de febrer | 14:35 | Final            |

## Medaller
| Prova                    | Or       | Argent          | Bronze    |
| Eslàlom gegant paral·lel | Vic Wild | Nevin Galmarini | Žan Košir |

## Resultats

### Qualificació[2]
| Rank | Bib | Nom                | CON           | Cursa vermella | Cursa blava | Total   | Notes |
| ---- | --- | ------------------ | ------------- | -------------- | ----------- | ------- | ----- |
| 1    | 26  | Andrey Sobolev     | Rússia        | 48.43          | 47.19       | 1:35.62 | Q     |
| 2    | 7   | Vic Wild           | Rússia        | 47.34          | 48.54       | 1:35.88 | Q     |
| 3    | 21  | Patrick Bussler    | Alemanya      | 47.66          | 49.28       | 1:36.94 | Q     |
| 4    | 3   | Rok Marguč         | Eslovènia     | 48.58          | 48.75       | 1:37.33 | Q     |
| 5    | 15  | Benjamin Karl      | Àustria       | 48.03          | 49.41       | 1:37.44 | Q     |
| 6    | 20  | Rok Flander        | Eslovènia     | 49.72          | 47.81       | 1:37.53 | Q     |
| 7    | 18  | Kaspar Flütsch     | Suïssa        | 50.24          | 47.58       | 1:37.82 | Q     |
| 8    | 5   | Žan Košir          | Eslovènia     | 48.89          | 48.93       | 1:37.82 | Q     |
| 9    | 19  | Philipp Schoch     | Suïssa        | 47.56          | 50.29       | 1:37.85 | Q     |
| 10   | 1   | Simon Schoch       | Suïssa        | 49.05          | 49.41       | 1:38.46 | Q     |
| 11   | 22  | Jasey Jay Anderson | Canadà        | 49.88          | 49.59       | 1:39.47 | Q     |
| 12   | 13  | Alexander Bergmann | Alemanya      | 49.07          | 49.42       | 1:38.49 | Q     |
| 13   | 8   | Nevin Galmarini    | Suïssa        | 49.23          | 49.84       | 1:39.07 | Q     |
| 14   | 10  | Matthew Morison    | Canadà        | 49.75          | 49.87       | 1:39.62 | Q     |
| 15   | 4   | Sylvain Dufour     | França        | 48.57          | 51.19       | 1:39.76 | Q     |
| 16   | 9   | Andreas Prommegger | Àustria       | 50.44          | 49.32       | 1:39.76 | Q     |
| 17   | 29  | Kim Sang-Kyum      | Corea del Sud | 49.48          | 50.79       | 1:40.27 |       |
| 18   | 2   | Roland Fischnaller | Itàlia        | 50.68          | 49.80       | 1:40.48 |       |
| 19   | 28  | Valery Kolegov     | Rússia        | 50.02          | 50.67       | 1:40.69 |       |
| 20   | 23  | Stefan Baumeister  | Alemanya      | 51.30          | 49.42       | 1:40.72 |       |
| 21   | 30  | Izidor Šušteršič   | Eslovènia     | 50.36          | 50.66       | 1:41.02 |       |
| 22   | 11  | Anton Unterkofler  | Àustria       | 49.57          | 51.47       | 1:41.04 |       |
| 23   | 32  | Yosyf Penyak       | Ucraïna       | 49.71          | 51.43       | 1:41.14 |       |
| 24   | 14  | Justin Reiter      | Estats Units  | 50.90          | 50.35       | 1:41.25 |       |
| 25   | 31  | Radoslav Yankov    | Bulgària      | 51.46          | 50.62       | 1:42.08 |       |
| 26   | 27  | Shin Bong-Shik     | Corea del Sud | 53.75          | 49.68       | 1:43.43 |       |
| 27   | 17  | Michael Lambert    | Canadà        | 52.56          | 51.13       | 1:43.69 |       |
| 28   | 24  | Christoph Mick     | Itàlia        | 52.83          | 55.42       | 1:48.25 |       |
| 29   | 16  | Stanislav Detkov   | Rússia        | DSQ            | 48.26       | DSQ     | DSQ   |
| 30   | 12  | Aaron March        | Itàlia        | DSQ            | 1:03.16     | DSQ     | DSQ   |
| 99 ! | 6   | Lukas Mathies      | Àustria       | —              | DSQ         | DSQ     | DSQ   |
| 99 ! | 25  | Meinhard Erlacher  | Itàlia        | DSQ            | —           | DSQ     | DSQ   |

### Vuitens de final
| Dorsal | Nom                | CON     | Cursa 1 Diferència | Cursa 2 Diferència | Notes |
| ------ | ------------------ | ------- | ------------------ | ------------------ | ----- |
| 9      | Andreas Prommegger | Àustria | 0.42               |                    | Q     |
| 26     | Andrey Sobolev     | Rússia  |                    | 1.61               |       |

| Dorsal | Nom            | CON       | Cursa 1 Diferència | Cursa 2 Diferència | Notes |
| ------ | -------------- | --------- | ------------------ | ------------------ | ----- |
| 5      | Zan Kosir      | Eslovènia |                    |                    | Q     |
| 19     | Philipp Schoch | Suïssa    | 0.19               | 1.17               |       |

| Dorsal | Nom             | CON     | Cursa 1 Diferència | Cursa 2 Diferència | Notes |
| ------ | --------------- | ------- | ------------------ | ------------------ | ----- |
| 8      | Nevin Galmarini | Suïssa  | 0.59               |                    | Q     |
| 15     | Benjamin Karl   | Àustria |                    | 0.10               |       |

| Dorsal | Nom                | CON       | Cursa 1 Diferència | Cursa 2 Diferència | Notes |
| ------ | ------------------ | --------- | ------------------ | ------------------ | ----- |
| 3      | Rok Marguc         | Eslovènia | 0.09               |                    | Q     |
| 22     | Jasey Jay Anderson | Canadà    |                    | 0.47               |       |

| Dorsal | Nom             | CON      | Cursa 1 Diferència | Cursa 2 Diferència | Notes |
| ------ | --------------- | -------- | ------------------ | ------------------ | ----- |
| 21     | Patrick Bussler | Alemanya |                    |                    | Q     |
| 10     | Matthew Morison | Canadà   | 0.53               | 0.30               |       |

| Dorsal | Nom                | CON       | Cursa 1 Diferència | Cursa 2 Diferència | Notes |
| ------ | ------------------ | --------- | ------------------ | ------------------ | ----- |
| 20     | Rok Flander        | Eslovènia |                    |                    | Q     |
| 13     | Alexander Bergmann | Alemanya  | 0.14               | 0.34               |       |

| Dorsal | Nom             | CON    | Cursa 1 Diferència | Cursa 2 Diferència | Notes |
| ------ | --------------- | ------ | ------------------ | ------------------ | ----- |
| 1      | Simon Schoch    | Suïssa | 0.14               |                    | Q     |
| 18     | Kaspar Fluetsch | Suïssa |                    | 0.22               |       |

| Dorsal | Nom            | CON    | Cursa 1 Diferència | Cursa 2 Diferència | Notes |
| ------ | -------------- | ------ | ------------------ | ------------------ | ----- |
| 7      | Vic Wild       | Rússia |                    |                    | Q     |
| 4      | Sylvain Dufour | França | 0.77               | 5.65               |       |

### Quarts de final
| Dorsal | Nom                | CON       | Cursa 1 Diferència | Cursa 2 Diferència | Notes |
| ------ | ------------------ | --------- | ------------------ | ------------------ | ----- |
| 5      | Zan Kosir          | Eslovènia |                    |                    | Q     |
| 9      | Andreas Prommegger | Alemanya  | 0.04               | 0.53               |       |

| Dorsal | Nom             | CON       | Cursa 1 Diferència | Cursa 2 Diferència | Notes |
| ------ | --------------- | --------- | ------------------ | ------------------ | ----- |
| 8      | Nevin Galmarini | Suïssa    |                    |                    | Q     |
| 3      | Rok Marguc      | Eslovènia | 0.29               | 0.09               |       |

| Dorsal | Nom             | CON       | Cursa 1 Diferència | Cursa 2 Diferència | Notes |
| ------ | --------------- | --------- | ------------------ | ------------------ | ----- |
| 21     | Patrick Bussler | Alemanya  |                    |                    | Q     |
| 20     | Rok Flander     | Eslovènia | 0.46               | 0.40               |       |

| Dorsal | Nom          | CON    | Cursa 1 Diferència | Cursa 2 Diferència | Notes |
| ------ | ------------ | ------ | ------------------ | ------------------ | ----- |
| 7      | Vic Wild     | Rússia |                    |                    | Q     |
| 1      | Simon Schoch | Suïssa | 1.50               | 4.19               |       |

### Semifinal
| Dorsal | Nom             | CON       | Cursa 1 Diferència | Cursa 2 Diferència | Notes |
| ------ | --------------- | --------- | ------------------ | ------------------ | ----- |
| 8      | Nevin Galmarini | Suïssa    |                    |                    | Q     |
| 5      | Zan Kosir       | Eslovènia | 0.12               | 1.36               |       |

| Dorsal | Nom             | CON      | Cursa 1 Diferència | Cursa 2 Diferència | Notes |
| ------ | --------------- | -------- | ------------------ | ------------------ | ----- |
| 7      | Vic Wild        | Rússia   |                    |                    | Q     |
| 21     | Patrick Bussler | Alemanya | 0.86               | 2.61               |       |

### Final de consolació
|    | Nom             | CON       | Cursa 1 Diferència | Cursa 2 Diferència | Notes    |
| 5  | Zan Kosir       | Eslovènia |                    |                    | Vencedor |
| 21 | Patrick Bussler | Alemanya  | 0.72               | 2.26               |          |

### Final
|   | Nom             | CON    | Cursa 1 Diferència | Cursa 2 Diferència | Notes    |
| 7 | Vic Wild        | Rússia | 0.54               |                    | Vencedor |
| 8 | Nevin Galmarini | Suïssa |                    | 2.14               |          |